# Alexander Dahl
Alexander Dahl (* 29. November 1892 in Barmen, heute Teil von Wuppertal; † 15. Dezember 1978 in Wuppertal) war ein Fabrikant, Autor und Ballonfahrer. Er gilt auf Grund seiner Ballonhöhenfahrt im August 1933 als Pionier der Luftfahrt.

## Leben
Dahl wurde als Leutnant der Reserve im Ersten Weltkrieg zum Fesselballon-Beobachter und Freiballonführer ausgebildet. Er stieg nach dem Ersten Weltkrieg als Juniorchef in die Lederfabrik seines Vaters ein, die er 1934 übernahm. Sein Hauptinteresse galt aber der Luftfahrt, der Hochfrequenztechnik und der Ballonfahrt. 1941–1945 nahm er am Zweiten Weltkrieg als Major d.R. in der Luftwaffe und Referent in der Luftnachrichten-Truppe (Luftgau VI) teil, wo er einen Beitrag zum Hochfrequenzkrieg leisten konnte (siehe Veröffentlichungen). Nach Schließung der Firma 1958 wurde er Referent in der Deutschen Gesellschaft für Ortung und Navigation (DGON) in Düsseldorf bis zu seinem Ausscheiden 1965.

## Leistungen

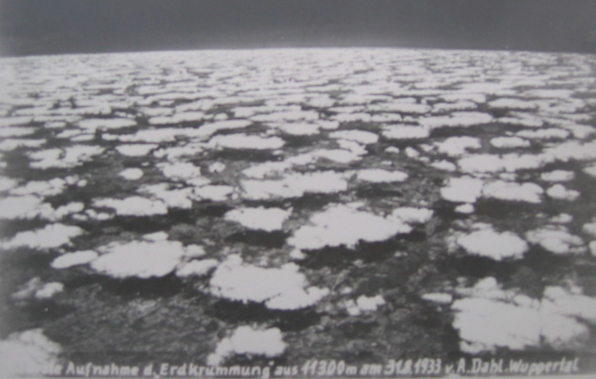
Dahls Foto vom 31. August 1933. Die Krümmung des Horizonts dürfte weitgehend auf einen Abbildungsfehler zurückzuführen sein.

Am 31. August 1933 startete Dahl im offenen Korb des Freiballons Bartsch von Sigsfeld zu einer wissenschaftlichen Höhenfahrt zur Messung von Sonnenstrahlen und anderen meteorologisch relevanten Erscheinungen im Bereich der Tropopause. Pilot und technischer Leiter des Unternehmens war Alexander Dahl. Die wissenschaftliche Leitung der Expedition hatte Paul Alfons Galbas (1888–1933), der Leiter der Flugwetterwarte Essen-Mülheim. Dritter Teilnehmer war der Essener Walter Popp. Der Ballon wurde speziell als Höhenballon mit 9800 m³ für Wasserstoff-Füllung gebaut.
Es war nicht beabsichtigt, den bestehenden Höhenweltrekord von 10.800 m zu überbieten, der seit 1901 von Arthur Berson und Reinhard Süring gehalten wurde. Aus diesem Grunde unterblieb eine vorherige offizielle Anmeldung. Als dann am 31. August 1933 tatsächlich der Vorstoß in die Stratosphäre mit 11.300 m Höhe erreicht wurde, fehlte die offizielle Anerkennung. Dennoch ist bis zum heutigen Tage im offenen Ballonkorb eine ähnlich große Höhe noch nicht wieder erreicht worden. Ein späterer Rekordversuch einer anderen deutschen Besatzung mit demselben Ballon endete tödlich.

### Luftbild aus dem Höhenballon
Das nebenstehende Foto nahm Dahl am 31. August 1933 um 14:00 Uhr aus dem offenen Korb des Freiballons in einer Höhe von 11.300 m auf. In Dahls Umfeld wird behauptet, dass es sich dabei um die erste Aufnahme der Erdkrümmung handle. Moderne Untersuchungen können eine derart starke Krümmung des Horizonts in der genannten Höhe jedoch nicht nachvollziehen und machen tonnenförmige Verzeichnung dafür verantwortlich, einen Abbildungsfehler des Objektivs, der zum Bildrand hin zunimmt. Allgemein wird davon ausgegangen, dass die Erdkrümmung erstmals am 27. Mai 1931 in 15.787 m Höhe von Auguste Piccard und Paul Kipfer gesehen und am 11. November 1935 erstmals von Albert W. Stevens und Orville A. Anderson in 22.066 m Höhe fotografiert wurde.
- Aufnahmedatum: 31. August 1933
- Infrarotplattenaufnahme mit Rubinfilter
- Kältefeste Aufnahmekammer
- Objektiv: 1:4,5 137 mm 1/25 s, Zentralverschluss
- Standort: 5 km nordöstlich Bonn, Blickrichtung Nord/Ost
- Horizont: ca. 430 km
- Horizontlänge: ca. 380 km
- Höhe der Wolkendecke: ca. 2.000 m
- Temperatur: −52 °C

## Schriften
- Alexander Dahl: Bumerang, Ein Beitrag zum Hochfrequenzkrieg, Wehrwissenschaftliche Berichte, Band 13, J.F.Lehmanns Verlag, 1973 ISBN 3-469-00465-X.
- Mj. d. R. Dahl: Deutsche Gegenmaßnahmen gegen fdl. Funk-Navigation 1942–45, AFO Sonderbücherei, Nr. 1029, 1960.
- Alexander Dahl: Im offenen Freiballonkorb in die Stratosphäre, Starten und Fliegen, Band 5, Dt. Verlags-Anstalt Stuttgart.
- Alexander Dahl: Radartechnik seit mehr als 60 Jahren, Verlag DGON, Heft II/1964.